# Зубов, Алексей Алексеевич
Алексей Алексеевич Зубов (25 января (6 февраля) 1838 — 4 апреля 1904) — генерал-майор, действительный тайный советник, екатеринославский вице-губернатор (1880—1881), саратовский губернатор (1881—1887). Статс-секретарь Его Императорского Величества (1890).

## Биография
Происходил из дворян Нижегородской губернии. Сын камергера Алексея Николаевича Зубова (1798—1864) от брака его с любимой фрейлиной императрицы Александрой Александровной Эйлер (1807—1870). По отцу был правнуком и одним из наследников крупного уральского горнозаводчика А. Ф. Турчанинова, по матери — потомок математика Л. Эйлера и внук генерала А. Х. Эйлера.

Воспитывался в Пажеском корпусе, где имя его было занесено на мраморную доску. 16 июня 1856 года из фельдфебелей выпущен корнетом в Кавалергардский полк. В том же году поступил на Геодезическое отделение Николаевской академии Генерального штаба. 

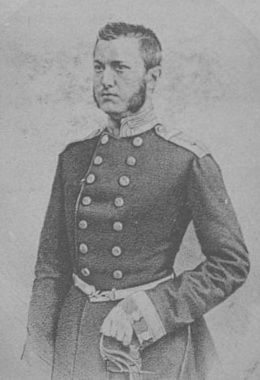
А. А. Зубов в военной форме

В 1859 году произведен в поручики. После окончания курса за отличие произведен в штабс-ротмистры. С 1861 по 1863 год был мировым посредником по Екатеринбургскому уезду. В 1862 году произведен в ротмистры. В 1863 году назначен в штаб Виленского военного округа. В 1864 году назначен состоять для особых поручении при командующем войсками Рижского военного округа.
25 января 1865 года уволен в отставку в чине надворного советника. 30 августа 1867 года вновь определён ротмистром в Кавалергардский полк, с назначением адъютантом к князю А. И. Барятинскому. В 1868 году произведен в полковники. 16 января 1878 года уволен в отставку в чине генерал-майора с мундиром. В 1880 году назначен екатеринославским вице-губернатором, а в 1881 году саратовским губернатором.
В 1887 году назначен товарищем главноуправляющего Собственной Его Императорского Высочества канцелярией по учреждениям Императрицы Марии Фёдоровны и почетным опекуном. В 1890 году уволен в бессрочный отпуск и пожалован чином статс-секретаря Его Императорского Величества. В 1894 году окончательно вышел в отставку.
Во второй половине XIX века Алексей Алексеевич начал постепенно распродавать свои родовые владения на Урале. Сначала продал воздвиженское имение екатеринбургскому купцу П. А. Злоказову, с 1870 по частям продавал Куяшское. К 1902 году Зубов окончательно продал все свои уральские владения и выбыл из числа пермских помещиков. С этого момента он окончательно переселился во Флоренцию, где жила его семья и где он ещё в 1874 году приобрёл виллу Делл’Омбреллино, а в 1878 присоединил к ней соседнюю виллу Торричелла (итал. villa della Torricella).
Скончался от диабета 22 марта (4 апреля) 1904 года во Флоренции. Похоронен в Париже на кладбище Пер-Лашез (фото могилы).

## Семья

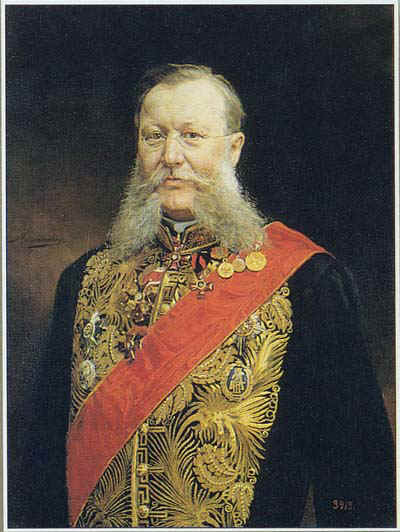
Парадный портрет А. Зубова

Генерал Зубов был женат на Марии Николаевне Кокошкиной (1841—1917), католичке, дочери посланника при неаполитанском дворе Николая Александровича Кокошкина и его супруги графини Анжелики Аделаиды Валабрет (дочери знаменитой певицы Каталани). Свадьба состоялась 5 июня 1859 года в Неаполе. Поручителями были Н. Д. Киселёв, граф В. Д. Блудов и князь А. М. Урусов. Мария Николаевна детство и юность провела в Италии; в Петербург впервые приехала в 1860 году, где, по словам современницы, стала новой звездой большого света. Она была умна, естественна, живая, как дитя южного солнца, — великая княгиня говорила про ней: «Маленькая Зубова воскресит мертвого», — и была окружена вниманием умных мужчин. И. С. Тургенев, который характеризовал её как «тип русской красивой позёрки», давал ей уроки русского языка, барон А. Мейендорф руководил её чтением. Император любил беседовать с ней, и его занимал неожиданный и остроумный её разговор. Везде она была душой общества. От бабушки она унаследовала чудный голос и музыкальный слух, и пение её, легкое, мелодичное, непосредственное, было истинным наслаждением для слушателей. Умерла во Флоренции. У них было три дочери:
- Александра (5 (17) июня 1860[9], Санкт-Петербург — 5 декабря 1945, Montemelino di Magione, Перуджа)[3], крещена 29 июня 1860 года в Пантелеимоновской церкви при восприемстве императора Александра II и великой княгини Александры Иосифовны в лице которых присутствовали А. Н. Зубов и фрейлина графиня А. Е. Комаровская; в Италии взяла имя «Ада» (Adda). В 1878 году вышла замуж за графа Франческо Конестабиле делла Стаффа (итал. Conte Francesco Conestabile della Staffa; 1850—1924)[10], сына известного археолога Джанкарло Конестабиле делла Стаффа[11].
- Мария (3 (15) ноября 1861, Екатеринбург — 6 декабря 1913, Робелла, Асти), в Италии взяла имя «Стелла» (Stella). В 1881 вышла замуж за графа Карло Николиса ди Робиланта (итал. Carlo Nicolis di Robilant; 1854—1933)[3].
- Екатерина (10 (22) мая 1865, Санкт-Петербург — 29 ноября 1929, Флоренция). Первым браком была замужем (с 13 января 1884; Флоренция)[12] за Николаем Савельевичем Метелевым (1858— ?); вторым за Сальваторе Монселлесом (итал. Salvatore Monselles; 1856—1930)[3].